# Breakfast sandwich
Il breakfast sandwich è un panino consumato durante la prima colazione o il brunch, tipico degli Stati Uniti d'America e a base di pancetta o prosciutto,  uova, formaggi, spezie e altri ingredienti a piacere.

## Storia
Il breakfast sandwich sembra risalire al diciannovesimo secolo, quando gli operai londinesi consumavano a colazione caffè e un panino con pancetta, salsiccia, e talvolta grasso di quest'ultima. Durante la seconda rivoluzione industriale, l'usanza si diffuse anche Oltreoceano, ove nacquero delle varianti della ricetta come il Denver sandwich, a base di prosciutto, peperoni e uova. Secondo Clayton Starr "ci sarebbero due teorie che spiegherebbero il come il panino avrebbe assunto i connotati odierni: 1) I cowboy e i pionieri americani riadattarono la ricetta per nascondere il sapore delle uova marce. 2) I lavoratori cinesi delle ferrovie lo inventarono (il breakfast sandwich) modificando la ricetta delle uova Foo Yung". La prima ricetta del panino risale al 1897. Nel corso del Novecento, il breakfast sandwich divenne un piatto celebre negli USA anche grazie alla catena McDonald's che, nel 1972, lanciò il McMuffin, un panino che contiene i medesimi ingredienti delle uova alla Benedict. Molti anni dopo, nel 2003, la McDonald's iniziò a vendere un altro breakfast sandwich conosciuto come McGriddles.